# آیش‌اشتتن
آیش‌شتِتِن (به آلمانی: Aichstetten) یک شهرداری در آلمان است که در بادن-وورتمبرگ واقع شده‌است.

## خصوصیات
آیش‌شتِتِن ۳۳٫۷۵ کیلومترمربع مساحت دارد ۶۱۸ متر بالاتر از سطح دریا واقع شده‌است.

## خواهرخوانده
شهر گرسروردورف خواهرخواندهٔ آیش‌شتتن است.